# Gypsy Cowboy
| Recensione              | Giudizio        |
| ----------------------- | --------------- |
| AllMusic                |                 |
| Sputnikmusic            | 4.0 (Excellent) |
| Dizionario del Pop-Rock | [ 3 ]           |

Gypsy Cowboy è il terzo album dei New Riders of the Purple Sage, pubblicato dalla Columbia Records nel novembre del 1972.

## Tracce

### LP
Lato A
1. Gypsy Cowboy – 4:17 (Dave Torbert)
2. Whiskey – 3:33 (John Dawson)
3. Groupie – 2:37 (Dave Torbert)
4. Sutter's Mill – 1:51 (John Dawson)
5. Death and Destruction – 8:41 (John Dawson)

Lato B
1. Linda – 3:03 (John Dawson)
2. On My Way Back Home – 3:28 (Dave Torbert)
3. Superman – 3:08 (John Dawson)
4. She's No Angel – 2:51 (J.W. Arnold, Wanda Ballman)
5. Long Black Veil – 3:54 (Danny Dill, Marijohn Wilkin)
6. Sailin' – 2:48 (John Dawson)

## Formazione
- John Dawson - voce, chitarra ritmica
- David Nelson - chitarra solista, voce, dobro, mandolino, cornamuse
- Buddy Cage - chitarra pedal steel
- Dave Torbert - basso, voce, chitarra acustica
- Spencer Dryden - batteria, percussioni

Musicisti aggiunti
- Mark Naftalin - piano
- Richard Greene - violino
- Jack Schroer - strumenti a fiato
- Darlene DiDomenico - voce (brani: Whiskey, On My Way Back Home e Superman)
- Donna Jean Godchaux - voce (brani: She's No Angel e Long Black Veil)

Note aggiuntive
- New Riders of the Purple Sage e Steve Barncard - produttori
- Registrato nel 1972; (possibile) al Wally Heider Recording, San Francisco (California)[5]
- Steve Barncard, Dave Brown e Ellen Burke - ingegneri delle registrazioni
- Pendleton Stamina Company: John P. Hagen, Gary Harover, Robby Cook
- Dale Franklin - shotgun
- Thomas Weir - fotografie copertina album originale[6]

## Classifica
Album
| Anno | Classifica    | Posizione raggiunta |
| ---- | ------------- | ------------------- |
| 1973 | Billboard 200 | 85                  |